# Maximilian Maeder
Maximilian Maeder (12 de setembro de 2006) é um kitesurfista cingapurenho. Campeão asiático e mundial na classe Formula Kite, detém a distinção de ser o mais jovem vencedor em qualquer competição de vela olímpica, alcançando esse feito notável aos 16 anos. Foi tricampeão mundial juvenil em anos consecutivos de 2021 a 2023 e venceu vários campeonatos abertos na Europa, Ásia e Pan-América.

## Juventude
Maeder nasceu em Cingapura em uma família de herança mista. Seu pai, Valentin Maeder, é suíço, e sua mãe, Hwee Keng, é de Cingapura. Ele é o mais velho entre seus irmãos e tem dois irmãos mais novos. Aos seis anos, seu pai o apresentou ao kitesurf. Quando ele tinha 10 anos, seu pai o incentivou a se aventurar no kitefoiling, uma forma mais avançada do esporte. Aos 11 anos, Maeder já havia competido em sua primeira corrida profissional competitiva.

## Carreira
As conquistas de Maeder começaram quando ele venceu seu primeiro torneio competitivo no Campeonato Asiático de Formula Kite em 2018. Mais tarde, ele saiu vitorioso em vários torneios, como o Campeonato Mundial Juvenil de Formula Kite de 2021 (Sub-19), Campeonato Europeu Individual de Fórmula Kite, Campeonatos Mundiais e KiteFoil World Series. Ele também participou de seu primeiro Campeonato Mundial no mesmo ano, onde terminou em quinto. Em 20 de setembro de 2021, Maeder alcançou sua classificação masculina mais alta do mundo.
Em 2022, o sucesso continuou com seu segundo Campeonato Mundial Juvenil de Fórmula Kite (Sub-21), Campeonato Mundial de Vela Juvenil e Campeonato Europeu Individual de Fórmula Kite, bem como seus primeiros Campeonatos de Formula Kite Ásia-Pacífico, Campeonato Pan-Americano de Fórmula Kite e Semaine Olympique. Em sua segunda participação no Campeonato Mundial de Fórmula Kite, ele terminou como vice-campeão, atrás do esloveno Toni Vodisek. Em 2023, Maeder iniciou sua nova temporada vencendo a Copa do Mundo disputada na ilha espanhola de Maiorca. Em julho, ele alcançou um marco significativo ao conquistar sua terceira vitória consecutiva no Campeonato Mundial Juvenil de Formula Kite. Além disso, em agosto, Maeder também garantiu seu primeiro título no Campeonato Mundial de Formula Kite. Essa conquista ocorreu quando ele derrotou seu rival, Toni Vodisek, e estabeleceu um novo recorde como o mais jovem vencedor em qualquer competição olímpica de vela, tudo aos 16 anos. Nos Jogos Olímpicos de Verão de 2024, conquistou a medalha de bronze em sua classe.